# Hải cẩu lông mao Nam Mỹ
Hải cẩu lông mao Nam Mỹ (Arctocephalus australis) là một loài động vật có vú trong họ Otariidae, bộ Ăn thịt. Loài này được Zimmermann mô tả năm 1783. Hải cẩu lông thú Nam Mỹ sinh sản ở bờ biển Peru, Chile, Argentina. Loài này có hai phân loài. Tổng số cá thể năm 1999 khoảng 390.000, giảm từ ước tính 500.000 cá thể từ năm 1987. Dù số lượng cá thể còn đông đảo, xu hướng giảm sút khiến người ta lo ngại. Uruguay có số lượng lớn nhất dọc bờ biển quốc gia này, với 200.000 cá thể.

## Hình ảnh

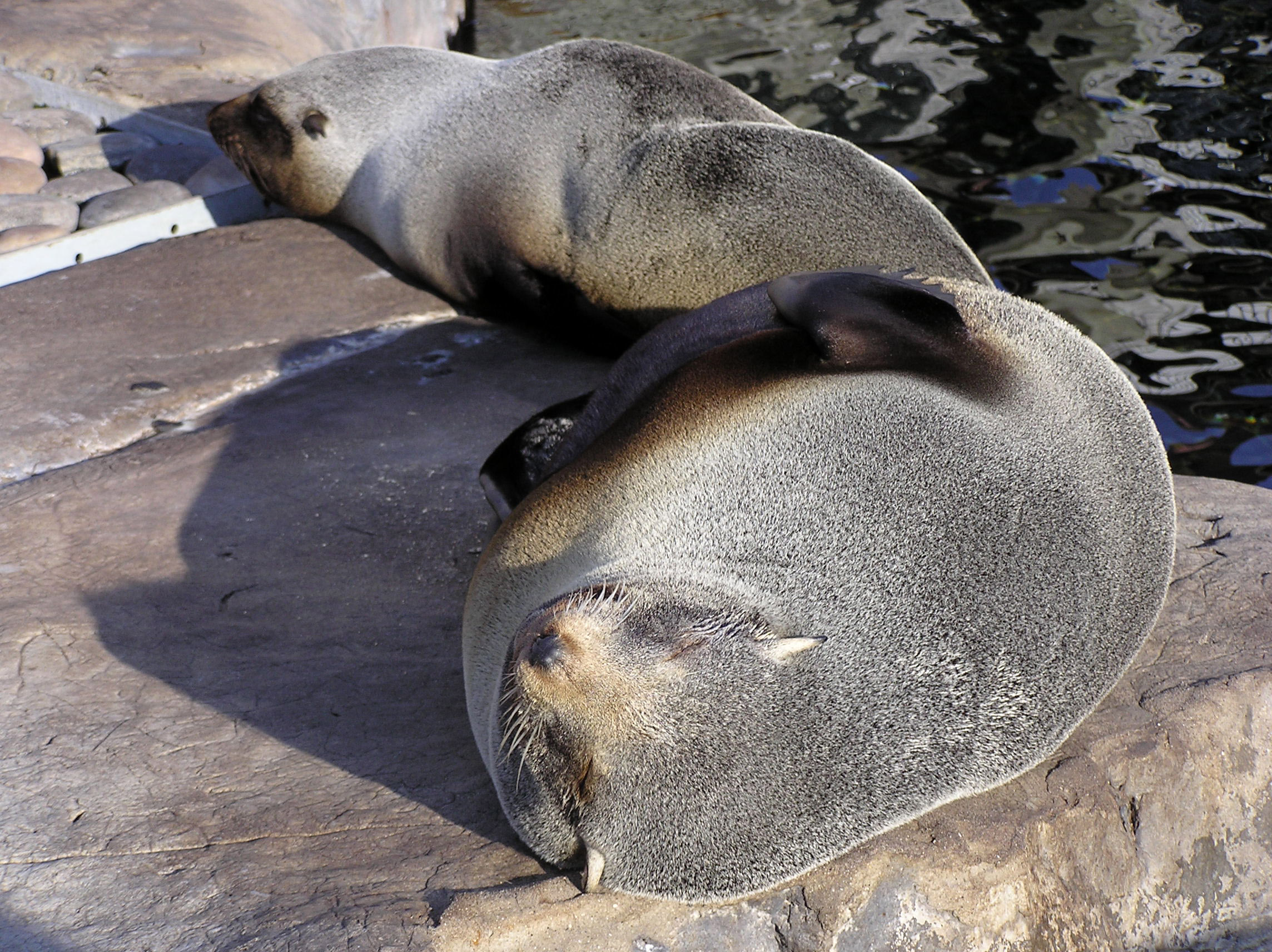
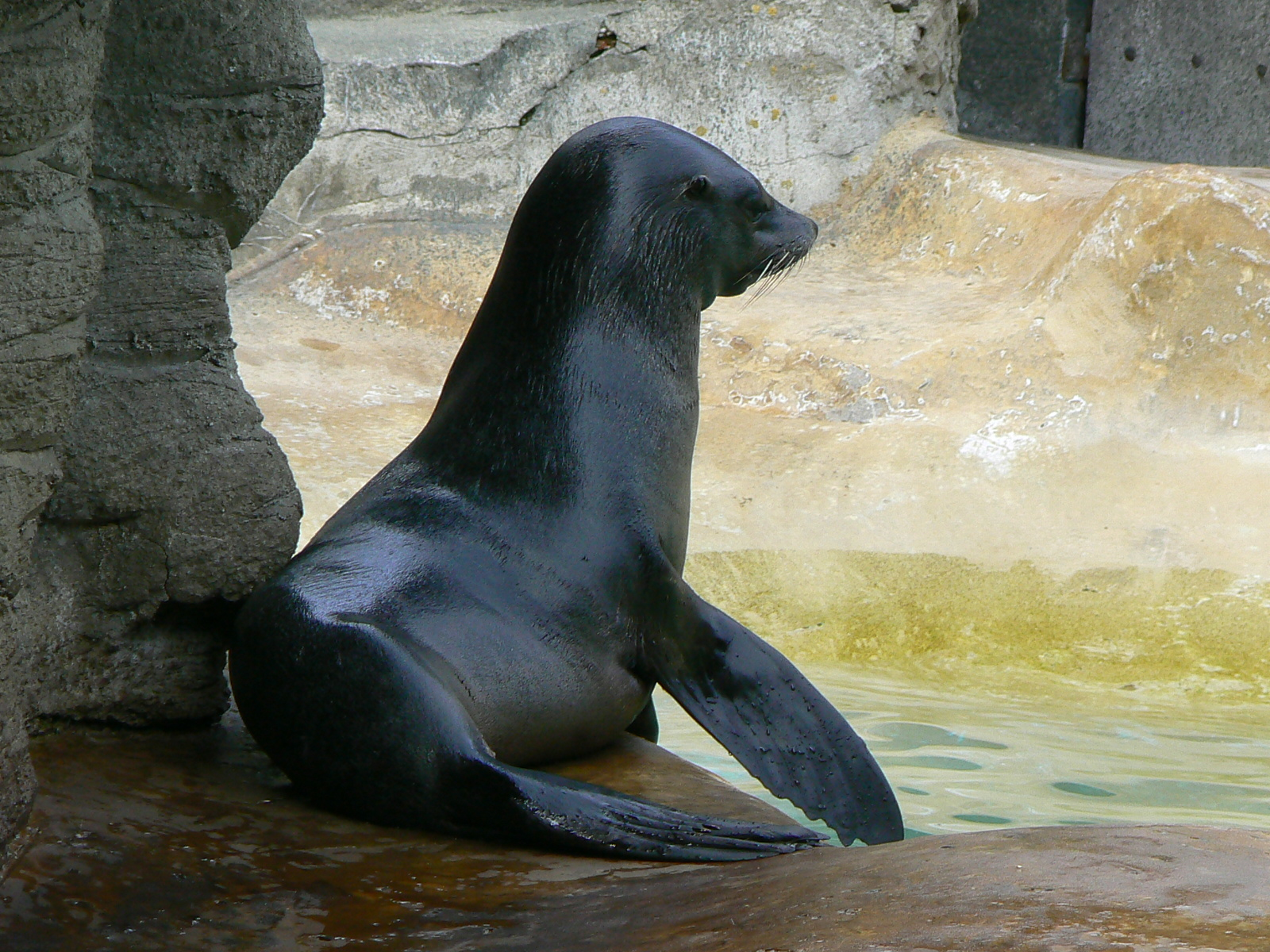
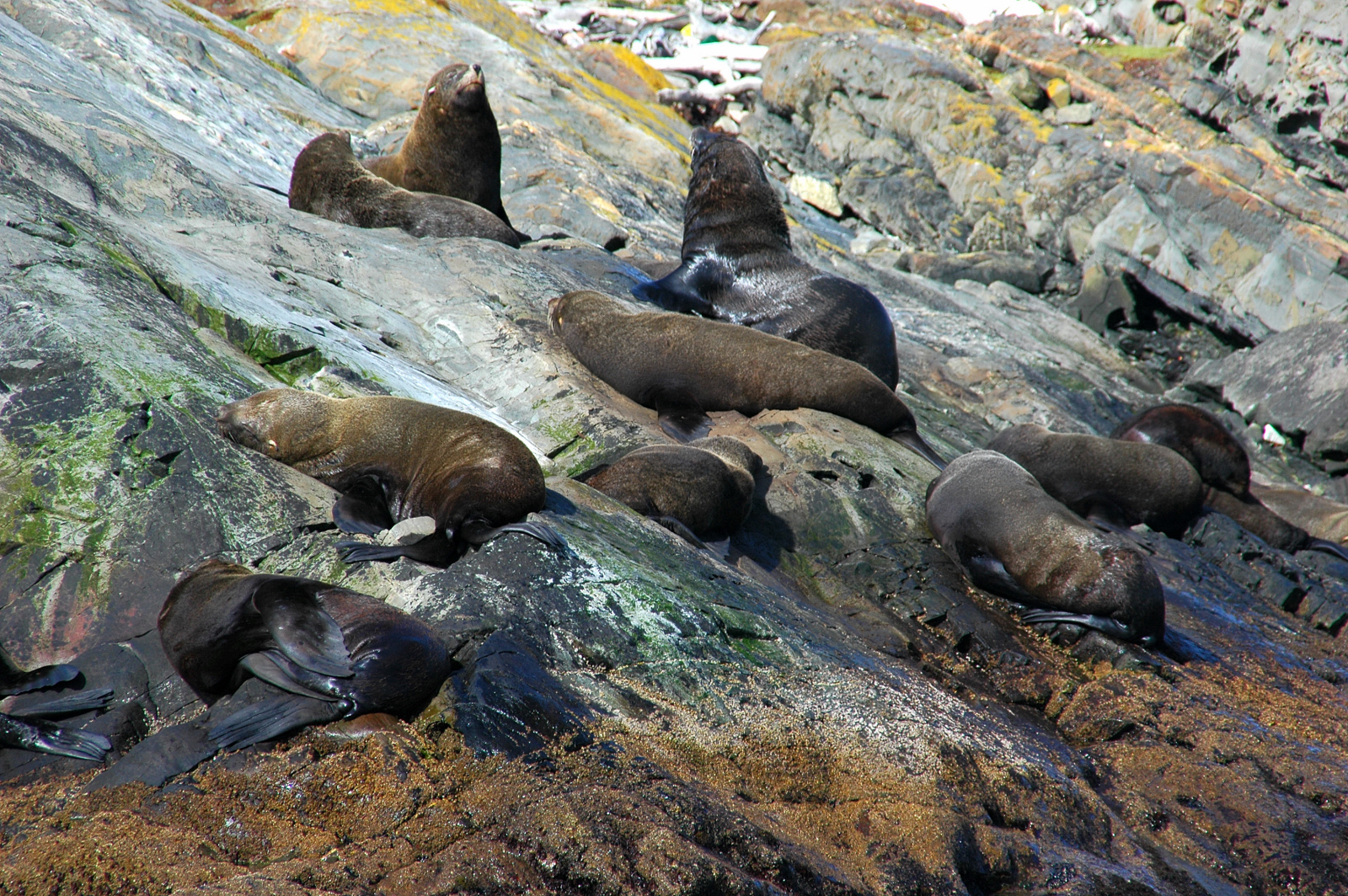